# Aric Holman
Aric Holman, né le 11 juillet 1997 à Owensboro, au Kentucky, est un joueur américain de basket-ball. Il évolue au poste de pivot.

## Biographie

### Carrière universitaire
En 2015, il entre à l'université d'État du Mississippi en provenance du lycée d'Owensboro. Entre 2015 et 2019, il joue pour les Bulldogs de Mississippi State.

### Carrière professionnelle
Le 20 juin 2019, il n'est pas sélectionné lors de la draft 2019 de la NBA. Il participe à la NBA Summer League de Las Vegas avec les Lakers de Los Angeles.
Le 9 juillet 2019, il signe avec les Lakers.
Fin décembre 2021, il s'engage avec le Heat de Miami.

## Statistiques

### Universitaires
| Saison    | Équipe            | Matchs | Titul. | Min./m | % Tir | % 3pts | % LF | Rbds/m. | Pass/m. | Int/m. | Ctr/m. | Pts/m. |
| --------- | ----------------- | ------ | ------ | ------ | ----- | ------ | ---- | ------- | ------- | ------ | ------ | ------ |
| 2015-2016 | Mississippi State | 21     | 4      | 9,2    | 40,9  | 15,4   | 16,7 | 1,86    | 0,38    | 0,10   | 0,67   | 1,86   |
| 2016-2017 | Mississippi State | 32     | 26     | 23,3   | 49,8  | 24,5   | 65,3 | 6,03    | 0,62    | 0,66   | 1,97   | 8,47   |
| 2017-2018 | Mississippi State | 37     | 30     | 23,0   | 57,3  | 44,0   | 73,3 | 6,73    | 0,76    | 0,46   | 1,84   | 10,69  |
| 2018-2019 | Mississippi State | 34     | 20     | 24,4   | 47,3  | 42,9   | 70,1 | 6,18    | 1,24    | 0,88   | 1,59   | 9,53   |
| Total     | Total             | 124    | 80     | 21,1   | 51,0  | 38,2   | 68,7 | 5,57    | 0,79    | 0,56   | 1,50   | 8,36   |